# 格奥尔格·弗卢金格
格奥尔格·弗卢金格（德語：Georg Fluckinger，1955年3月1日—），奥地利男子雪橇运动员。他曾代表奥地利参加1980年、1984年和1988年冬季奥林匹克运动会雪橇比赛，其中1980年冬季奥运会获得一枚铜牌。